# Oniomania
La compra compulsiva o oniomania, terme creat pel psiquiatre alemany Emil Kraepelin, és un trastorn psicològic que comporta un desig irrefrenable de comprar.
La compra genera en la persona addicta una satisfacció immediata, la qual omple la seva vida de sentit i amb la qual aconsegueix esborrar temporalment els problemes. Sovint, els objectes comprats són destruïts o amagats, ja que la persona afectada d'oniomania se sent avergonyida. Aquest sentiment de culpabilitat només es compensa amb una nova compra. La persona addicta a les compres es veu, així, atrapada en un cercle viciós. Les emocions negatives com la còlera i la tensió condueixen a comprar. La compra condueix a sensacions de pesar i depressions a curt termini, sensacions que sols se superen a través d'una altra compra.
La psicoteràpia és necessària per superar aquest trastorn, sense la qual la compra compulsiva pot persistir tota una vida, o bé, una temporada molt llarga, fins a provocar la ruïna financera de la persona afectada o del seu entorn més proper. Els motius associats a aquest problema són diversos: pors, depressions, buit emocional, autoestima baixa, etc. La compra és un intent de superació d'aquestes sensacions.